# Hospodářská komora České republiky
Hospodářská komora České republiky (HK ČR) je jediným zákonným zástupcem podnikatelů v zemi, má usilovat zejména o rozvoj podnikatelského prostřední v ČR i v Evropské unii. HK ČR je zároveň největším reprezentantem podnikatelské sféry v ČR, pod její hlavičkou v červenci 2020 působilo 16 139 živnostníků, malých, středních a velkých firem ve všech oborech mimo zemědělství, potravinářství a lesnictví organizovaných v 60 regionálních komorách a 124 oborových asociacích. Působí v 73 městech ČR. Provozuje také čtyři asistenční kanceláře v zahraničí – na Ukrajině, v Moldavsku, Bělorusku a Srbsku. Členové Hospodářské komory vytváří 60 % HDP ČR a zaměstnávají 3,3 milionu lidí. Hospodářská komora byla zřízena podle zákona 301/1992 Sb. o Hospodářské komoře České republiky a Agrární komoře České republiky. Tento statut upravuje základní vnitřní vztahy Hospodářské komory. Hospodářskou komoru tvoří její složky, tj. zejména okresní Hospodářské komory a v hlavním městě Praze obvodní Hospodářské komory, resp. regionální Hospodářské komory a u Hospodářské komory začleněná živnostenská společenstva. Sídlí v Praze.
V oblasti zemědělství, potravinářství a lesnictví působí Agrární komora České republiky, která byla založena stejným zákonem jako HK ČR a vyvíjí podobnou činnost. Jejich společným orgánem je Rozhodčí soud.

## Činnost
Hospodářská komora definuje své poslání jako „vytvářet příležitosti pro podnikání, prosazovat a podporovat opatření, která přispívají k rozvoji podnikání v ČR, a tím i k celkové ekonomické stabilitě státu“. HK ČR je zároveň povinným připomínkovým místem pro podnikatelskou legislativu v ČR. V roce 2019 uplatnila podněty podnikatelů k 128 vznikajícím zákonům a novelám, uspěla v 65 procentech případů.
HK ČR prosazuje nízké daně, efektivní a štíhlý stát, uvolňování podnikání a snižování byrokracie. Pomáhá těm, kteří se nespoléhají jen na stát, jsou aktivní, vytvářejí a udržují pracovní místa, zajišťují potřeby občanů a přispívají k rozvoji venkova i měst a dobrému jménu České republiky. Svými kroky usiluje o zdravý a rychlý růst země. Proto prosazuje svobodný trh, omezuje nadbytečnou byrokracii a podporuje usnadňování podnikání.[zdroj?]
Mezi hlavní oblasti činnosti HK ČR patří:
- šíření znalostí a informací o hospodářství, ekonomických podmínkách a právních předpisech, týkajících se podnikatelských aktivit a hospodářských styků se zahraničím
- poradenské a konzultační služby v otázkách spojených s podnikatelskou činností
- vzdělávací činnost
- spolupráce s orgány státní správy a místních samospráv
- propagace a šíření informací o podnikatelské činnosti svých členů
- zřizování zařízení s institucemi na podporu rozvoje podnikání a vzdělanosti, profesního vzdělávání a rekvalifikace
- účast na řešení problémů zaměstnanosti a na odborné přípravě k výkonu povolání, podpora školských zařízení zřízených k tomuto účelu

### Připomínkování zákonů
HK ČR ovlivňuje legislativu v ČR i v EU. Členství v HK ČR umožňuje podnikatelům podílet se na vznikajících zákonech, vyhláškách, nařízeních i nové legislativě EU a zasazovat se tak nejen o lepší podmínky pro vlastní podnikatelskou činnost, ale také o formování legislativního rámce podnikatelského prostředí ČR i celé EU. Ovlivnit zákony a podnikatelské prostředí může prostřednictvím HK ČR kterýkoli podnikatel, který je nespokojený s podmínkami pro podnikání v jeho oboru a rád by vyvinul iniciativu vedoucí ke změně. HK ČR shromažďuje připomínky z podnikatelského prostředí, upravuje za pomoci odborníků a právních expertů do legislativně přijatelné podoby a uplatňuje je jak v meziresortním připomínkovém řízení, tak na půdě vlády ČR nebo Parlamentu ČR tak, aby zamezila tvorbě nadbytečné administrativní zátěže či vytváření nových bariér vnitřního trhu.[zdroj?]

### Národní soustava kvalifikací
Hospodářská komora je realizátorem státem garantovaného celorepublikového registru profesních kvalifikací Národní soustava kvalifikací (NSK).

## Členství v Hospodářské komoře
Členem HK ČR se může stát každá právnická osoba nebo fyzická osoba zapsaná či nezapsaná v obchodním rejstříku vlastnící živnostenské oprávnění. Sídlo podnikání musí být v ČR. Členský příspěvek činí 500 Kč ročně pro fyzickou osobu, 5000 Kč ročně hradí právnická osoba. Členem se podnikatel může stát prostřednictvím okresní nebo regionální komory, anebo začleněného živnostenského společenstva.

## Historie
Současná Hospodářská komora navazuje na činnost nejen předválečných obchodních, průmyslových nebo živnostenských spolků a dalších samosprávných podnikatelských sdružení, ale její historie je daleko starší.

### Obchodní a živnostenské komory
Začíná historií obchodních a živnostenských komor Rakouské monarchie. Ty byly zřízeny na základě zákona č. 122 říšského zákoníku z 18. března 1850. Podle něj se postupně ustavily všechny obchodní komory na celém teritoriu zemí Rakouské říše a od roku 1867 také Rakousko-Uherska. Na území českého státu to byly pražská, českobudějovická, plzeňská, chebská, liberecká, brněnská, olomoucká a opavská obchodní a živnostenská komora. Ve své činnosti pokračovaly i po rozpadu Rakouska-Uherska (1918).

### Cechy, bratrstva
V živnostenské části se komora hlásí k historickému odkazu středověkých cechů, jejichž kořeny sahají v Itálii do 12. století, ve Francii do 13. století a v českých zemích do 10. let 14. století, doby Jana Lucemburského, který povolil jako první v Českém království tři cechy v Praze, a to řeznický, krejčovský a zlatnický. V dalších městech českého království vznikaly první cechy až za Karla IV. od poloviny 14. století, ale jejich práva byla omezená a musely se nazývat bratrstva. Zastupovaly zájmy jednotlivých řemesel nebo sdružených příbuzných profesí. První hospodářská komora, která nahradila nevyhovující cechovní zřízení, vznikla v Marseille roku 1650.
Novodobé cechy jsou součástí Hospodářské komory.

## Sekce a pracovní skupiny
Hospodářská komora ČR vytvořila v zemi jedinečnou platformu pracovních skupin a sekcí. Jsou vedeny odborníky na danou problematiku, kteří se zabývají děním nejen v oblasti legislativy, ale i předpisů a celkových tendencí ve veřejné diskuzi utvářených ke konkrétní oblasti podnikání. Úkolem pracovních skupin a sekcí je prosazovat požadavky podnikatelů v konkrétních oblastech a přispívat ke zlepšování podmínek pro hospodářský růst. V rámci pracovních sekcí a skupin HK ČR působí na 800 odborníků, mohou zde pracovat i nečlenové Hospodářské komory.

### Seznam odborných sekcí Hospodářské komory ČR
- Sekce hospodářské politiky
- Energetická sekce
- Vnitřní sekce
- Dopravní sekce
- Sekce životního prostředí
- Sekce pro stavebnictví
- Sekce pro vědu, výzkum a inovace
- Sekce zahraniční
- Průmyslová sekce
- Sekce pro vzdělávání
- Sekce zaměstnanosti a práce
- Sekce pro oblast zdravotnictví
- Sekce pro eliminaci byrokracie
- Sekce legislativy
- Sekce IT a telekomunikací
- Živnostenská sekce
- Sekce pro obchod a služby
- Bezpečnostní sekce
- Sekce kvality
- Sekce územního a regionálního rozvoje
- Sekce kulturního a kreativního průmyslu
- Sekce pro vyhrazená technická zařízení
- Sekce pro podporu podnikání a digitální agendu
- Sekce obranného průmyslu (nově zřízena v roce 2017)

## Oborová společenstva
Oborová část neboli profesní unie Hospodářské komory České republiky je v současné době tvořena 124 živnostenskými společenstvy . Živnostenská společenstva jsou dle svých oborů, které reprezentují, rozděleny do tzv. čtyř profesních unií :
- Obchod a cestovní ruch,
- Průmysl a doprava,
- Služby pro podnikání a ostatní,
- Stavebnictví, technická řemesla a technická zařízení.

V profesní unii Obchod a cestovní ruch je sdruženo 11 organizací, v profesní unii Průmysl a doprava celkem 25, v profesní unii Služby pro podnikání celkem 56 v profesní unii Stavebnictví, technická zařízení a technická řemesla celkem 32 organizací.

### Profesní unie Obchod a cestovní ruch
- APPLiA CZ – Sdružení evropských výrobců domácích spotřebičů
- Asociace českého tradičního obchodu
- Asociace českých překladatelských agentur
- Asociace hotelů a restaurací ČR
- Asociace odborných velkoobchodů a výrobců TZB
- Asociace výrobců a prodejců zbraní a střeliva
- Sdružení PROKOS-Sdružení výrobců, dovozců, vývozců a prodejců kosmetických prostředků a surovin pro jejich výrobu
- SČS – Unie nezávislých petrolejářů ČR, z.s.
- Svaz českých a moravských spotřebních družstev
- Svaz obchodu a cestovního ruchu České republiky
- UNIHOST – Sdružení podnikatelů v pohostinství, stravovacích a ubytovacích službách ČR

### Profesní unie Průmysl a doprava
- Asociace akreditovaných a autorizovaných organizací
- Asociace českých nábytkářů
- Asociace nanotechnologického průmyslu
- Asociace obranného a bezpečnostního průmyslu
- Asociace prádelen a čistíren
- Asociace textilního-oděvního-kožedělného průmyslu
- Asociace výrobců a dodavatelů zdravotnických prostředků
- Asociace výrobců hudebních nástrojů ČR
- Cech KOVO
- CQS – Sdružení pro certifikaci systémů jakosti
- Česká asociace LPG
- Česká asociace petrolejářského průmyslu a obchodu
- Český klavírnický svaz
- Národní strojírenský klastr
- Potravinářská komora České republiky
- Profesní komora STK
- Sdružení automobilového průmyslu
- Sdružení oboru vodovodů a kanalizací ČR
- Sdružení výrobců kompozitů
- Sdružení železničních nákladních dopravců ŽESNAD CZ, z.s.
- Svaz českých a moravských výrobních družstev
- Svaz chemického průmyslu
- Svaz plastikářského průmyslu
- Svaz podnikatelů pro využití energetických zdrojů
- Svaz strojírenské technologie

### Profesní unie Služby pro podnikání a ostatní
- Aliance Dentálních Korporací
- Asociace certifikovaných odhadců
- Asociace českých herních vývojářů
- Asociace direct marketingu, e-commerce a zásilkového obchodu, z.s. (ADMEZ)
- Asociace evropských distributorů léčiv
- Asociace inovativního farmaceutického průmyslu
- Asociace komerčních televizí
- Asociace komunikačních agentur České republiky
- Asociace péče o seniory České republiky
- Asociace podnikatelů v geomatice
- Asociace poskytovatelů nebankovních úvěrů
- Asociace poskytovatelů personálních služeb
- Asociace Public Relations
- Asociace producentů v audiovizi
- Asociace pro evropské fondy
- Asociace pro poradenství
- Asociace provozovatelů kabelových a telekomunikačních sítí v ČR
- Asociace renovátorů tonerů
- Asociace technických bezpečnostních služeb Grémium Alarm
- Asociace zaměstnavatelů zdravotně postižených České republiky
- Cech mechanických zámkových systémů
- Česká asociace elektronických komunikací
- Česká asociace interim managementu
- Česká asociace společností finančního poradenství a zprostředkování (ČASF)
- Česká asociace telekomunikací
- Česká asociace úklidu a čištění
- Česká FinTech asociace
- Česká komora detektivních služeb
- Česká komora fitness
- Česká komora loterního průmyslu
- Česká komora služeb ochrany majetku a osob
- Česká národní skupina Mezinárodní federace hudebního průmyslu
- Česká psychoenergetická společnost
- Český klub bezpečnostních služeb
- Český svaz pivovarů a sladoven
- Český telekomunikační klastr
- ICF ČR / International Coach Federation Czech Republic
- ICT Unie
- Komora bezpečnosti a ochrany zdraví při práci a požární ochrany České republiky
- Komora odborných technických kontrolorů, výrobců, pracovníků montáží a opravářů zařízení hřišť, dětských hřišť, tělocvičen, sportovišť a posiloven SOTKVO
- Komora podniků komerční bezpečnosti
- Komora zaměstnavatelů zdravotně postižených
- Profesní sdružení – Sanitace nápojových cest
- Profesní komora požární ochrany
- Profesní společenství autoškol a školicích středisek řidičů
- Sdružení agentur pro výzkum trhu a veřejného mínění SIMAR
- Sdružení pracovníků dezinfekce, dezinsekce, deratizace
- Společenstvo drobného podnikání
- Společenstvo organizátorů veletržních a výstavních akcí
- Střední podnikatelský stav
- Svaz českých knihkupců a nakladatelů
- Svaz provozovatelů venkovní reklamy
- Svaz učitelů tance České republiky
- Unie filmových distributorů
- Unie kosmetiček
- Výbor nezávislého ICT průmyslu

### Profesní unie Stavebnictví, technická řemesla a technická zařízení
- Asociace bazénů a saun
- Asociace podniků topenářské techniky
- Asociace pracovníků tlakových zařízení
- Asociace stavitelů plynovodů a produktovodů
- Cech čalouníků a dekoratérů a truhlářů
- Cech instalatérů
- Cech kamnářů
- Cech klempířů, pokrývačů a tesařů
- Cech malířů, lakýrníků a tapetářů
- Cech obkladačů
- Cech parketářů České republiky
- Cech podlahářů
- Cech pro zateplování budov
- Cech suché výstavby
- Cech topenářů a instalatérů
- Česká komora lehkých obvodových plášťů
- Česká svářečská společnost ANB
- Českomoravská komora lešenářů
- Český plynárenský svaz
- Elektrotechnický svaz český
- Regionální stavební sdružení Karlovy Vary
- RUDOLFINEA – sdružení pro umělecká řemesla
- Sdružení klenotníků a hodinářů
- Společenstvo kominíků České republiky
- Společenstvo techniků zdvihacích zařízení
- Společenstvo uměleckých kovářů a zámečníků, kovářů-podkovářů Čech, Moravy a Slezska
- Svaz chladicí a klimatizační techniky
- Svaz kameníků a kamenosochařů
- Svaz prodejců a opravářů motorových vozidel
- Teplárenské sdružení
- Unie výtahového průmyslu
- Živnostenská komora českých očních optiků

## Podnikatelské mise do zahraničí, zahraniční zastoupení
Hospodářská komora je lídrem ekonomické diplomacie. Udržuje v zahraničí bohaté styky, díky kterým kompletně organizuje doprovodné mise oficiálních představitelů státu spojené s uspořádáním podnikatelských seminářů včetně zajištění vhodných partnerů ke kontaktním jednáním a potenciální spolupráci. Dále zajišťuje neformální setkání podnikatelů s představiteli státu.[zdroj?] Organizuje bilaterální podnikatelská setkání v zahraničí bez oficiální účasti státních představitelů. Tato setkání zabezpečuje ve vzájemné spolupráci se zahraniční organizací s cílem nalézt strategické partnery pro české podnikatele.[zdroj?]
V roce 2019 vypravila 14 podnikatelských delegací do 16 zemí světa. Během podnikatelských misí firmy podepsaly nové kontrakty za stovky milionů korun, a to i v méně tradičních zemích, jako jsou například státy Blízkého východu nebo Mongolsko.

### Národní výbor ICC ČR
HK ČR je zakládajícím členem Národního výboru Mezinárodní obchodní komory ICC Česká republika. ICC se podílí na vytváření mezinárodních pravidel obchodu. I přes jejich dobrovolný charakter (nemají povahu zákonů), jsou pravidla používána v každodenním styku a stala se tak základním pilířem mezinárodního obchodu.[zdroj?]

### CEBRE – Česká podnikatelská reprezentace při EU
CEBRE – Česká podnikatelská reprezentace při EU byla vytvořena Hospodářskou komorou ČR, Svazem průmyslu a dopravy ČR a Konfederací zaměstnavatelských a podnikatelských svazů ČR, aby prezentovala a hájila české podnikatelské zájmy před a po vstupu ČR do Evropské unie přímo v Bruselu. K naplnění svého cíle CEBRE získalo podporu Ministerstva průmyslu a obchodu ČR, a to prostřednictvím agentury CzechTrade.[zdroj?]
Co přináší podporu a pomoc podnikatelům v problematice EU:
- informování podnikatelů o legislativní činnosti EU v jejich oboru
- podporu při získávání finančních prostředků z komunitárních programů EU
- zastupování českých podnikatelských organizací u evropských podnikatelských asociací
- poskytování informačních a asistenčních služeb českým podnikatelům.

Hospodářská komora je rovněž členem mezinárodního společenství obchodních komor Eurochambers, která zastřešuje národní komory ze zemí Evropské unie a z dalších přidružených, kandidátských a sousedních zemí.

### EHSV
HK ČR má svého zástupce v Evropském hospodářském a sociálním výboru, který je jedním ze dvou poradních orgánů EU. Členem za HK ČR je od října 2015 ekonom Petr Zahradník.

### Brána do Persie
V návaznosti na své předchozí aktivity a s ohledem na proces rušení sankcí vůči Íránu Hospodářská komora České republiky otevřela komplexní program podpory pro české firmy, které se zajímají o rozvíjení obchodu s Íránem.
Hospodářská komora zde vidí potenciál v oblasti těžby – nejenom ropy a plynu, ale také uhlí, uranu, kobaltu, niklu a zlata. Češi by se mohli uplatnit se svými stroji, technologiemi, ale také experty. K dalším oblastem patří zdravotnictví nebo letecká doprava. Podle guvernéra íránské provincie Alborz Seyedhamid Tahaeia se v Íránu českým firmám otevřely obchodní příležitosti v oblastech geotermální energetiky, stavebnictví, environmentálních technologií, zavlažovacích systémů, čističek odpadních vod a automotive.
Během mise v dubnu 2016 společnosti Energo-Pro získala zakázku za 15 milionů eur (405 milionů korun) na dodávku dvou vodních turbín pro íránskou vodní elektrárnu Khoda Afarin. Opavský výrobce důlních strojů Ostroj podepsal memorandum o dodávce důlního dobývacího komplexu v řádu desítek milionů eur.
Během podnikatelské mise konané v říjnu 2016 firma VA TECH WABAG Brno, zabývající projekcemi, dodávkami, servisem a montáží technologických zařízení na úpravu vod, se setkala s mashadskou vodárenskou společností. Ta ji předložila šest projektů na úpravu vody, do kterých by se společnost mohla zapojit. K nové zakázce má nakročeno i Rubena a.s., která vyrábí v provozech v Hradci Králové, Náchodě, Velkém Poříčí a ve Zlíně výrobky z technické pryže. Firma VTK Special spadající do koncernu Vítkovice Holding jednala v Persii o renovaci zařízení, které bylo v minulosti dodáváno do ČSSR, a také o programu aplikaci zelených technologií, dodavatel energetických celků Škoda Praha aktuálně řeší možné dodávky elektráren formou BOT. Naproti tomu firmě FOMA Bohemia se s tamním partnerem podařilo podepsat smlouvu o výhradním zastoupení v oblasti dodávek dentálních filmů.

## Komory v regionech
HK ČR je jediná podnikatelská organizace, která disponuje celorepublikovou regionální sítí.[zdroj?] HK ČR je tvořena v regionální části 14 krajskými komorami (KHK) a 46 okresními a oblastními komorami (OHK). Komory jsou zastoupeny v 73 městech ČR, tedy téměř ve všech okresech ČR.
Prostřednictvím regionálních komor Hospodářská komora České republiky poskytuje podporu podnikatelům ve všech regionech České republiky. Jsou to zejména poradenské a konzultační služby v otázkách spojených s podnikatelskou činností, vydávání ověřených výpisů vybraných agend státní správy, aktivity směřující ke vzdělávání a rozvoji lidských zdrojů, podpora při vstupu na zahraniční trhy apod.

## Orgány komory

### Sněm HK ČR
Sněm Hospodářské komory je nejvyšším orgánem Hospodářské komory České republiky. Je tvořen všeobecnou sněmovnou složenou ze zástupců okresních komor a sněmovnou společenstev složenou ze zástupců společenstev.
Působnost sněmu Hospodářské komory ČR:
- rozhodování o statutu, volebním a jednacím řádu komory a o volebním a jednacím řádu okresních komor
- stanovování hlavních úkolů komory
- volba a odvolání prezidenta, viceprezidentů, členů představenstva komory, dozorčí rady komory a členů smírčí komise komory z řad členů komory
- schvalování výše a způsobu placení členských příspěvků a rozhodování o udělení výjimek z jejich placení schvalování rozpočtu komory, roční účetní závěrky a zprávy představenstva komory a dozorčí rady komory o činnosti a hospodaření komory
- rozhodování o pozastaveném rozhodnutí představenstva komory
- schvalování zásad odměňování zaměstnanců komory

### Představenstvo HK ČR
Představenstvo Hospodářské komory řídí činnost Hospodářské komory a rozhoduje o všech záležitostech. Představenstvo má celkem 34 členů. Členy představenstva jsou prezident, 5 viceprezidentů a další členové zvolení Sněmem HK ČR.

### Prezident a viceprezidenti HK ČR
Prezident Hospodářské komory zastupuje Hospodářskou komoru navenek a jedná jejím jménem; je statutárním orgánem Hospodářské komory a zároveň je předsedou představenstva Hospodářské komory. Prezidenta i viceprezidenta Hospodářské komory volí a odvolává sněm, a to na období 3 let.
Od roku 2023 je prezidentem Zdeněk Zajíček, viceprezidenty jsou od roku 2020 Radek Jakubský, Tomáš Prouza, Jana Havrdová, Michal Štefl a Roman Pommer. Od května 2023 je viceprezidentem Filip Dvořák.

#### Seznam prezidentů HK ČR
- 1993–2002 – Zdeněk Somr
- 2002–2008 – Jaromír Drábek
- 2008–2014 – Petr Kužel
- 2014–2023 – Vladimír Dlouhý
- od roku 2023 – Zdeněk Zajíček

### Dozorčí rada HK ČR
Dozorčí rada Hospodářské komory je kontrolním orgánem Hospodářské komory. Za svou činnost odpovídá Sněmu Hospodářské komory a podává mu zprávy o své činnosti. Má 6 členů.

### Smírčí komise HK ČR
Smírčí komise Hospodářské komory je orgánem Hospodářské komory, který je zřízen zejména k předcházení obchodním sporům mezi členy komory. Smírčí komise se z podnětu člena komory, složky komory nebo představenstva Hospodářské komory také zabývá řešením vzájemných sporů mezi členy komory, mezi členy komory a složkami nebo mezi složkami komory a předkládá Představenstvu Hospodářské komory návrh řešení sporu. Počet členů Smírčí komise stanoví Sněm při volbě členů Smírčí komise, přičemž počet členů musí být lichý.

### Úřad HK ČR
Výkonným orgánem Hospodářské komory je Úřad Hospodářské komory. Úřad zajišťuje administrativu a běžný chod komory, řídí a koordinuje činnost komorové sítě při zajišťování úkolů schválených sněmem Hospodářské komory a při zajišťování činností Hospodářské komory vyplývajících ze zákona. 
Podle zprávy auditora Úřadu Hospodářské komory skončilo v roce 2016 její hospodaření ziskem po zdanění 10 067 tis. Kč. Dotace činily 575 tis. Kč. Hospodářská komora měla v roce 2016 56 zaměstnanců.

## Ocenění Hospodářské komory
Hospodářská komora České republiky uplatňuje systém oceňování osobností, institucí a organizací, které přispěly k podpoře podnikání a k činnosti HK ČR, ať již v zahraničí nebo v České republice. Pro tyto účely využívá několik druhů ocenění:

### Merkurovy medaile
Toto ocenění má formu čestné medaile, která nese jméno římského boha obchodu Merkura, který se stal symbolem pro komorové hnutí a většina komor na světě včetně Hospodářské komory ČR jej používá ve svém znaku jeho symboliku.

### Řád Vavřínu
Řád Vavřínu má za cíl ocenit významné domácí i zahraniční osobnosti, které pozitivně ovlivňují naši společnost. Jednotlivé osobnosti jsou nominovány širokou veřejností a zástupci krajských hospodářských komor. Laureáty vybírá porota Řádu Vavřínu. Tímto oceněním Hospodářská komora České republiky vyjadřuje uznání a respekt významným osobnostem a podnikatelským subjektům. Řád Vavřínu zohledňuje především celoživotní dílo, společenský dopad, mezinárodní nebo jiný přesah. Řád je udělován také osobnostem, které hrdě reprezentují a významně podporují Českou republiku, či osobnostem, jež vytváří nadčasové hodnoty a jejichž činy nechávají trvalou stopu v dědictví lidstva, dále lidem, kteří bez ohledu na osobní přínos oddaně pracují ve prospěch ostatních. Řád Vavřínu byl udělován v letech 2012–2014, v roce 2016 bylo udělování obnoveno na Žofíně.

### Čestný člen
Hospodářská komora České republiky ve snaze o vytvoření nástroje pro morální ocenění osobností a institucí, které se významnou měrou zasluhují a zasloužili o rozvoj, význam a existenci Hospodářské komory, zřídila titul Čestný člen HK ČR. Podmínky udělování jsou uvedeny ve Statutu čestného člena Hospodářské komory ČR.

### Ocenění nejlepším absolventům
Hospodářská komora ČR oceňuje nejlepší absolventy škol pro oblast služeb, technických a gastronomických oborů. Cílem akce je zvýšit u žáků zájem o studium na středních odborných školách, zároveň podpořit české podnikatele v získávání nových kvalifikovaných zaměstnanců a řemeslné cechy a asociace ve spolupráci se školami. V roce 2019 se 24. ročník ocenění konal v Lichtenštejnském paláci. HK ČR v minulosti ocenila již na 7 tisíc absolventů..

## Projekty, kritika a kontroverze

### Právní elektronický systém pro podnikatele
Hospodářská komora v květnu 2016 informovala, že chystá systém, který má podnikatele upozorňovat na všechny jeho povinnosti. Iniciativa HK ČR vyústila v návrh poslanců Zbyňka Stanjury, Andreje Babiše, Martina Plíška, Petra Gazdíka, Pavla Bělobrádka, Romana Sklenáka a Pavla Kováčika na vydání zákona, kterým se mění zákon č. 301/1992 Sb., o Hospodářské komoře České republiky a Agrární komoře České republiky, ve znění pozdějších předpisů. Podstatou návrhu byla nezbytnost vydávat každý právní předpis, upravující povinnosti podnikatelů, společně s přílohou, kterou by tvořil strukturovaný přehled těchto povinností. Zároveň by bylo stanoveno, že Hospodářská komora spravuje (neexkluzívní) informační systém, v němž budou tyto přílohy názorně prezentovány. Příslušný sněmovní tisk 1089 byl doručen poslancům 6. dubna 2017. Mezirezortní připomínkové řízení k návrhu bylo za účasti 19 připomínkových míst ukončeno 24. dubna 2017. Vláda dne 3. května 2017 na své schůzi návrh projednala s neutrálním stanoviskem. Sněmovna dne 8. září 2017 schválila tisk 1089 s legislativně technickými změnami 47 hlasy z 81 přítomných poslanců. V Senátu byl návrh dne 12. října 42 hlasy z 53 přítomných senátorů zamítnut.
V souvislosti s razantním obsahem návrhu se přes obecný respekt k záměru předkladatelů zpřehlednit obecný právní rámec podnikání vedla odborná debata o jeho možné kolizi s tradičními legislativními postupy a některými ústavními principy. Nehledě na finální zamítnutí návrh vyvolal zájem odborné i laické veřejnosti o snížení regulatorní zátěže podnikatelů i obecně o zpřehlednění a větší srozumitelnost právních předpisů pro všechny jejich adresáty a Hospodářská komora se rozhodla pokračovat ve vývoji právního elektronického systému i bez jeho legislativního ukotvení jako prozatím nezávazné pomůcky pro podnikatele.

### Petice zaměstnanců
V roce 2012 podepsalo více než 30 zaměstnanců Úřadu komory petici, která kritizuje prezidenta komory Petra Kužela. Vytýká mu porušování zákonů, porušování interních předpisů komory, špatné hospodaření, šikanování zaměstnanců, nevhodné a neslušné chování a špatnou reprezentaci komory navenek. Dále vyjádřili své přesvědčení, že Kužel upřednostňuje budování své politické kariéry na úkor podpory dobrého jména HK. Představenstvo kritiku odmítlo.

### Elektronická karta pracovníka
V listopadu 2012 navrhla HK ČR zavedení elektronické karty pracovníka, ve které by byl zaznamenán průběh zaměstnání, také zda má daný pracovník v pořádku lékařské prohlídky, či zdali je řádně proškolen a to včetně bezpečnosti práce. Elektronická karta by rovněž evidovala, od kdy je pracovník zaměstnán. Tato karta by měl být povinná pro všechny pracující, tedy asi pět milionů lidí. Náklady by měl nést stát.
Tento návrh se stal terčem kritiky. Například Lidové noviny přirovnávaly kartu k drahým a nefunkčním projektům Opencard, sKarta či elektronická zdravotní knížka. Další kritické hlasy považovaly návrh za zásah do osobní svobody, zbytečnou byrokracii, nadměrné výdaje pro stát či projev korporativismu. Ministryně práce a sociálních věcí Ludmila Müllerová (TOP 09) návrh označila za dobrý nápad, ale ODS se od návrhu distancovala. Úmysl zavést karty kritizoval i bývalý evropský komisař pro zaměstnanost, sociální věci a rovné příležitosti Vladimír Špidla, podle kterého "Elektronická karta a pracovní knížka, ať je v jakékoliv podobě, vždy v dějinách sloužila a byla zneužívána k brutálnímu nátlaku na zaměstnance". Zavedení karty odmítly i odbory.

### Podvody při získání dotací EU
V lednu 2014 oznámil Evropský úřad pro boj proti podvodům (OLAF), že Hospodářská komora ČR falšovala údaje, na základě kterých čerpala peníze z fondů Evropské unie. Jednalo se o falšování podpisů a čestných prohlášení lidí, kteří údajně měli pracovat na projektu kontroly čerpání peněz z Operačního programu Podnikání a inovace. OLAF celou záležitost postoupil českým orgánům činným v trestním řízení. ČR navíc hrozí pokuta ve výši stovek milionů korun. Případ bývalého prezidenta Hospodářské komory Petra Kužela ale Městský soud v Praze již potřetí vrátil k novému rozhodnutí. Soudy v roce 2015 Kužela poslaly podmíněně na rok do vězení a přikázaly, aby ministerstvu zahraničí uhradil škodu 480 tisíc korun. Kužela se ale následně zastal Nejvyšší soud, který v roce 2016 odsuzující verdikty zrušil, a nařídil prvoinstančnímu soudu případ znovu projednat. Napodruhé soud Kužela osvobodil, ale Městský soud v Praze tento i verdikt zrušil a vrátil případ k novému projednání. V říjnu 2019 byl Petr Kužel Městským soudem v Praze definitivně zproštěn obžaloby.